# Te Kooti

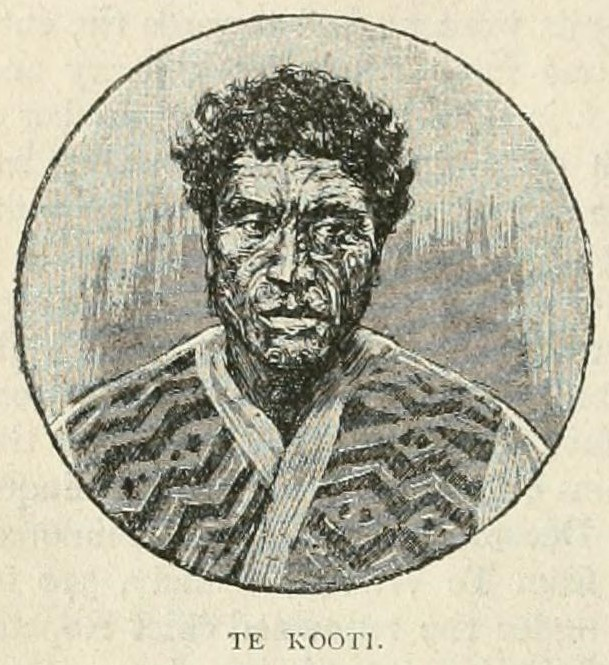
Te Kooti

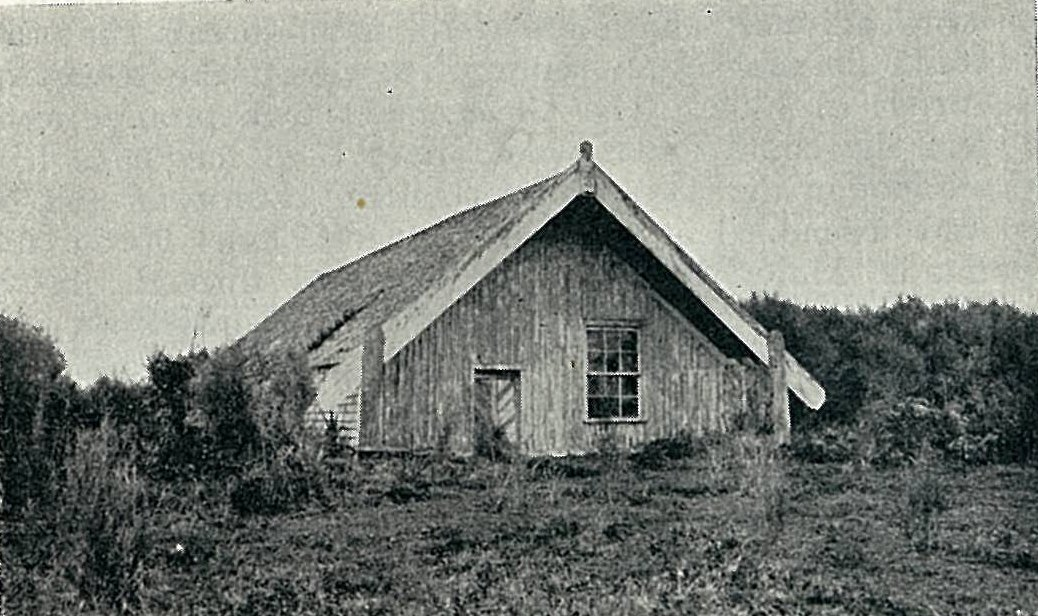
Te Kootis verlassenes Bethaus in Awahou, Rotorua, 1922

Te Kooti Arikirangi Te Turuki (* 1820; † 1891) war ein Führer der Māori in Neuseeland und bekannt als der Gründer der Ringatu-Religion.

## Leben
Te Kootis frühe Jahre sind unklar. Er wurde in der Region Gisborne (Tūranga-nui-a-Kiwa) geboren.
1865 kämpfte Te Kooti für die britischen Regierungstruppen gegen die örtlichen Māori des Stammes der Pai Marire. Er wurde dann aber als Spion verhaftet und auf die Chatham-Inseln ins Exil geschickt, zusammen mit Māori, die er zuvor bekämpft hatte. Er wurde allerdings nie ordentlich verurteilt, und er nutzte jede Gelegenheit, lauthals eine Verhandlung vor Gericht (englisch: Court) einzufordern. Wahrscheinlich ist sein Māori-Name Te Kooti ein Lehnwort aus einem möglichen englischen Spitznamen The Courty.
Bevor er ins Exil musste, betrieb Te Kooti Handelsboote zwischen Auckland und Gisborne, und war damit ein direkter Konkurrent eines bekannten Pākehā, also eines europäischen Neuseeländers. Dessen Einfluss wird heute als ein weiterer Grund angesehen, warum er ohne Verhandlung ins Exil musste.
Im Exil erlebte Te Kooti angeblich Visionen. Es ist überliefert, dass er auch Taschenspielertricks einsetzte, wie Streichholzköpfe, um seine Hand brennen zu lassen. Viele waren hiervon tief beeindruckt und berichteten in Neuseeland von seinen Fähigkeiten, und noch von den Chatham-Inseln aus wurde Te Kooti ein bekannter Religionsführer und Begründer der Religion Ringatu (Erhobene Hand), die viele Anhänger fand und bis heute in der Gesellschaft Neuseelands präsent ist.
Am 4. Juli 1868 führte Te Kooti einen Gefängnisausbruch an, und zusammen mit 168 Häftlingen gelang es, einen Schoner zu kapern und aufs Festland zu gelangen. Auf strikten Geheiß Te Kootis wurden die Pākehā verschont, es gab nur einen Toten. Auch die Seeleute des Schoners blieben am Leben, wenn sie auch versuchten, anstatt der verlangten Ostküste der Nordinsel nach Wellington zu segeln, was von Te Kooti aber bemerkt wurde.
Te Kooti versuchte nach seinem Eintreffen in Whareongaonga in der Tūranganui-a-Kiwa / Poverty Bay Kontakte herzustellen sowohl zu Māori-Führern als auch zur britischen Kolonialregierung, wurde aber jeweils zurückgewiesen. Wohl aus Zorn hierüber attackierte er am 10. November 1868 die Siedlung von Matawhero in der Nähe von Gisborne. Etwa 54 Menschen wurden erschlagen, einschließlich Frauen und Kinder und 22 Māori, also nicht nur europäische Siedler. Dieser Angriff wird heute als Racheakt für seine Gefängniszeit ohne Verurteilung als angeblicher Spion gewertet.
Te Kooti wurde dann sowohl von Kolonialkräften als auch von Māori verfolgt. Mehrfach konnte er aber mit seiner Anhängerschaft flüchten. Bei mehreren Kämpfen gab es erneut Tote. Letztlich gelang es ihm aber, im Norden der Nordinsel Neuseelands unterzukommen und unter dem Schutz des Königs der Māori zu leben und seine Religion weiterzuentwickeln.
1883 wurde Te Kooti von der Regierung begnadigt, und er begann, Neuseeland zu bereisen, und seine Anhängerschaft wuchs stetig. Heute zählt die Religionsgemeinschaft Ringatu ca. 16.000 Menschen.